# Baumann Fiord
Baumann Fiord är en fjord i Kanada.   Den ligger i territoriet Nunavut, i den nordöstra delen av landet, 3 600 km norr om huvudstaden Ottawa.